# Eugster/Frismag
Die Eugster / Frismag AG mit Sitz in Amriswil ist ein international tätiger Schweizer Hersteller von Haushalts- und Semiprofigeräten. Das Unternehmen entwickelt und produziert unter anderem Kaffeemaschinen für bekannte international und national tätige Handelsmarken, so unter anderem Firmen wie Jura, Melitta, Miele, König, Turmix oder Nivona; auch für Nespresso. Insgesamt beläuft sich die Jahresproduktion auf rund 5 Millionen Kaffeemaschinen.
Neben den drei Entwicklungs- und Produktionsstandorten in der Schweiz mit rund 1'200 Arbeitsplätzen verfügt das Unternehmen über eine eigene Produktionsstätte in Ponte do Rol (Portugal) mit rund 1'000 Mitarbeitern. Ein weiterer Teil der Produkte wird durch eine eigene Firma in Shenzhen (China) produziert. Eugster/Frismag ist nur im OEM-Geschäft tätig und tritt nicht mit einer eigenen Marke am Markt auf. Das Familienunternehmen beschäftigt mehr als 3'600 Mitarbeiter und erwirtschaftete 2021 einen Umsatz von 620 Millionen Schweizer Franken.

## Geschichte

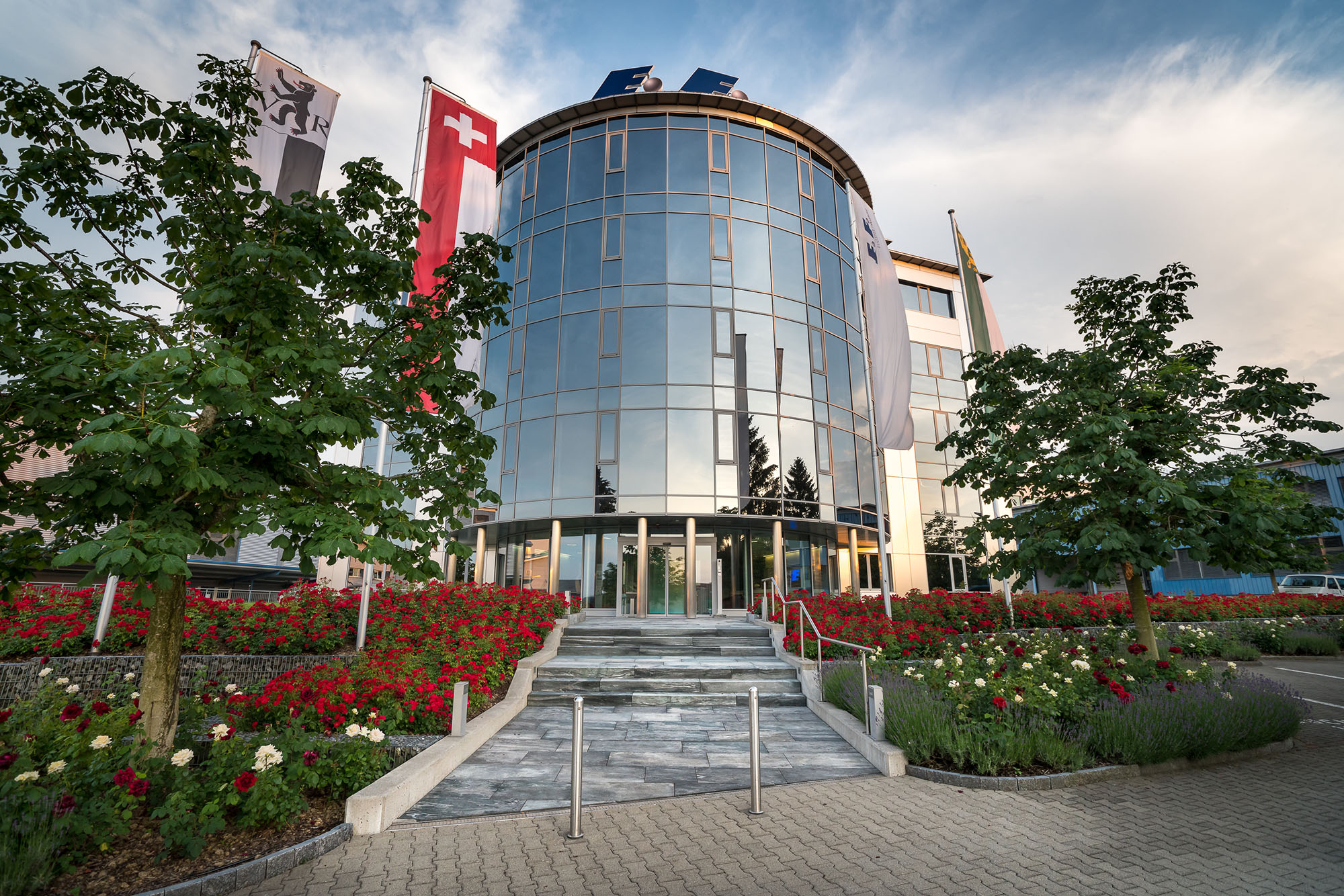
Hauptsitz der Eugster / Frismag AG in Amriswil

Nachdem Arthur Eugster 1976 Elektrohaushaltsgeräte wie Eierkocher und Waffeleisen zu produzieren begonnen hatte, gründete er 1978 zusammen mit seinem Bruder Markus die Frismag AG in Amriswil und begann mit der Montage von Kaffeemaschinen.
Mit einer preiswerten Espressomaschine, die in den USA hohe Verkaufszahlen generierte, gelang dem Unternehmen 1984 der Durchbruch.
1989 wurde für die Montage von Kaffeeautomaten eine Tochtergesellschaft in Portugal gegründet.
Anfang der 1990er Jahre wurden in der Schweiz weitere Produktionsstandorte eröffnet und 1994 die erste vollautomatische Kaffeemaschine auf den Markt gebracht.
1995 wurden die einzelnen Unternehmen zur Eugster/Frismag AG fusioniert und der Gruppensitz nach Romanshorn verlegt.
1997 wurde in China eine Partnerschaft zur Produktion von Filterkaffeemaschinen eingegangen, die 2005 in ein Joint-Venture-Unternehmen und im Jahre 2018 in eine eigene chinesische Firma transferiert wurde.

## Beteiligungen
- 10,24 % Signa Holding[7]